# Ralph Salmins
Ralph Salmins (* 4. Juni 1964 in Farnborough, Kent) ist ein britischer klassischer und Jazzmusiker, der Schlagzeug spielt.

## Leben und Wirken
Salmins stammt aus einer musikalischen Familie; er begann mit fünf Jahren auf der Geige, um mit sieben Jahren Klavierunterricht zu erhalten. Mit zwölf Jahren wechselte er ans Schlagwerk.  Ab dem Alter von 14 Jahren spielte er in verschiedenen Orchestern. Mit 16 Jahren holte ihn Ken Mackintosh in seine Bigband; im selben Lebensabschnitt spielte er im National Youth Jazz Orchestra. Zwischen 1982 und 1986 studierte er klassisches Schlagwerk an der Guildhall School of Music and Drama. Er gehörte zum Quartett von John Etheridge und arbeitete vertretungsweise im London Symphony Orchestra und dem Royal Philharmonic Orchestra. Er war für Tim Whitehead, Loose Tubes, Jim Mullen, Annie Whitehead, Pete Saberton, Salena Jones und Bertice Reading tätig. Mit seinem eigenen Trio spielte er 18 Monate lang im Bass Clef Club. In den 1990er Jahren spielte er bei Duncan Lamont, Bobby Wellins, Iain Ballamy, Ian Carr, Martin Taylor, Brian Lemon und begleitete Bob Wilber, Annie Ross, Herb Ellis, James Moody, Warren Vaché sowie Oliver Jones. Daneben war er als Studiomusiker aktiv und ist auf Aufnahmen von unter anderem Paul McCartney, George Martin, Elton John, Madonna, Elvis Costello, Jeff Beck, Alice Cooper, Michel Legrand, Michael Bublé, Björk (It’s Oh So Quiet) und Robbie Williams (Swing When You’re Winning) zu hören. Später arbeitete er in den Bands von Guy Barker, Stan Tracey, Gerard Presencer, Kenny Baker, Georgie Fame, Van Morrison und zuletzt mit The Waterboys.
2012 arbeitete Salmins als Berater, um die tausend Perkussionisten, die Evelyn Glennie während der Eröffnungsfeier der Olympischen Spiele 2012 in London begleiteten, zu koordinieren. Er ist Professor für Pauken und Perkussion an der Royal Academy of Music.

## Preise und Auszeichnungen
Salmins absolvierte sein Studium als Gewinner des Philip Jones Percussion Prize. Als bester Schlagzeuger gewann er 2006 und 2007 die British Jazz Awards.

## Lexikalische Einträge
- John Chilton: Who’s Who of British Jazz. Continuum, London 2004, ISBN 0-8264-7234-6